# Eueremaeus magniporus
Eueremaeus magniporus är en kvalsterart som först beskrevs av Wallwork 1972.  Eueremaeus magniporus ingår i släktet Eueremaeus och familjen Eremaeidae. Inga underarter finns listade i Catalogue of Life.